# Annibaldi

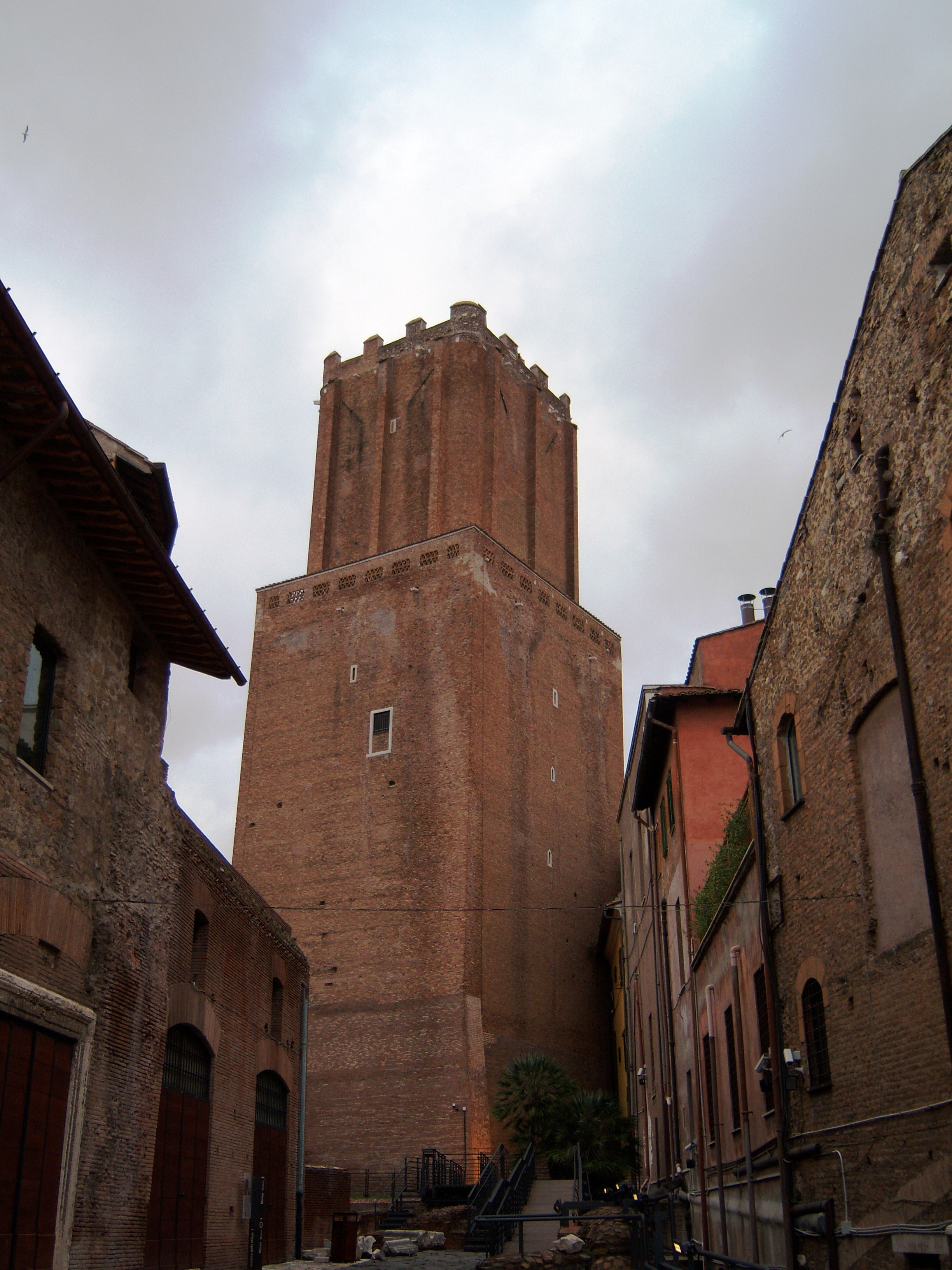
La torre delle Milizie, già Annibaldi

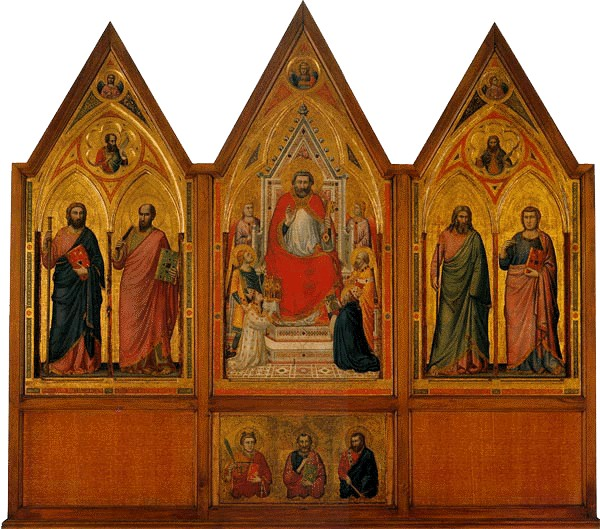
Giotto, Polittico Stefaneschi

La famiglia Annibaldi (o Annibaldeschi) è una famiglia nobile italiana, appartenente al gruppo delle famiglie baronali romane. Le basi feudali della famiglia risalgono al 1090, quando Annibale Annibaldi sposò una figlia di Agapito Conti di Tuscolo, che ricevette in dote Rocca Priora, Monte Porzio e, soprattutto Molara, che divenne, negli anni successivi, predicato nobiliare e cognome del ramo principale della famiglia.

## Descrizione
Politicamente gli Annibaldi divennero influenti al momento del matrimonio di Annibaldo senior con la sorella di Papa Innocenzo III divenendo Senatore di Roma. Gli Annibaldi crebbero di importanza alla decadenza dei Conti di Tuscolo. La casata fiorì nel corso del XIII secolo grazie anche al favore dei papi Innocenzo III, Gregorio IX e Alessandro IV, che erano legati alla famiglia da vincoli di sangue. Tra la fine del Duecento ed i primi anni del Trecento la casata subì la concorrenza di quella dei Caetani, appoggiati da Bonifacio VIII. Gli Annibaldi furono i possessori e costruttori del Castello di Sermoneta, che poi passò nel dominio dei Caetani. Ebbero anche la Torre delle Milizie, furono possessori, altresì, del Colosseo in un primo momento in comunione con i Frangipane, successivamente, in modo esclusivo.
Ebbero autorità in molteplici località, tra le principali, Molara, Monte Porzio Catone, Rocca Priora, Rocca di Papa, Genzano, Grottaferrata, Malafitto, Lariano, Cori, Rocca Massima, Sermoneta, Ninfa, Bassiano, Terracina, Campagnano, Rota e detentori di varie proprietà, tra le quali, in provincia di Roma Torre degli Annibaldi al Fagutale, Torre degli Annibaldi di Palazzo Venezia, Torre delle Milizie, Tor Fiscale, Casale Turris Virgata, Castello di Rota a Tolfa, Castello della Molara, Castello di Rocca Priora, Castello di San Gennaro a Genzano, Fortezza degli Annibaldi a Rocca di Papa, Palazzo Annibaldeschi di Monte Compatri. La famiglia contrasse matrimoni, tra gli altri, con gli Orsini, Capocci, Colonna, Anguillara, de Boxis, Alveri, Biscia, Capranica, Nunez, Serlupi, Caucci, Amadei.

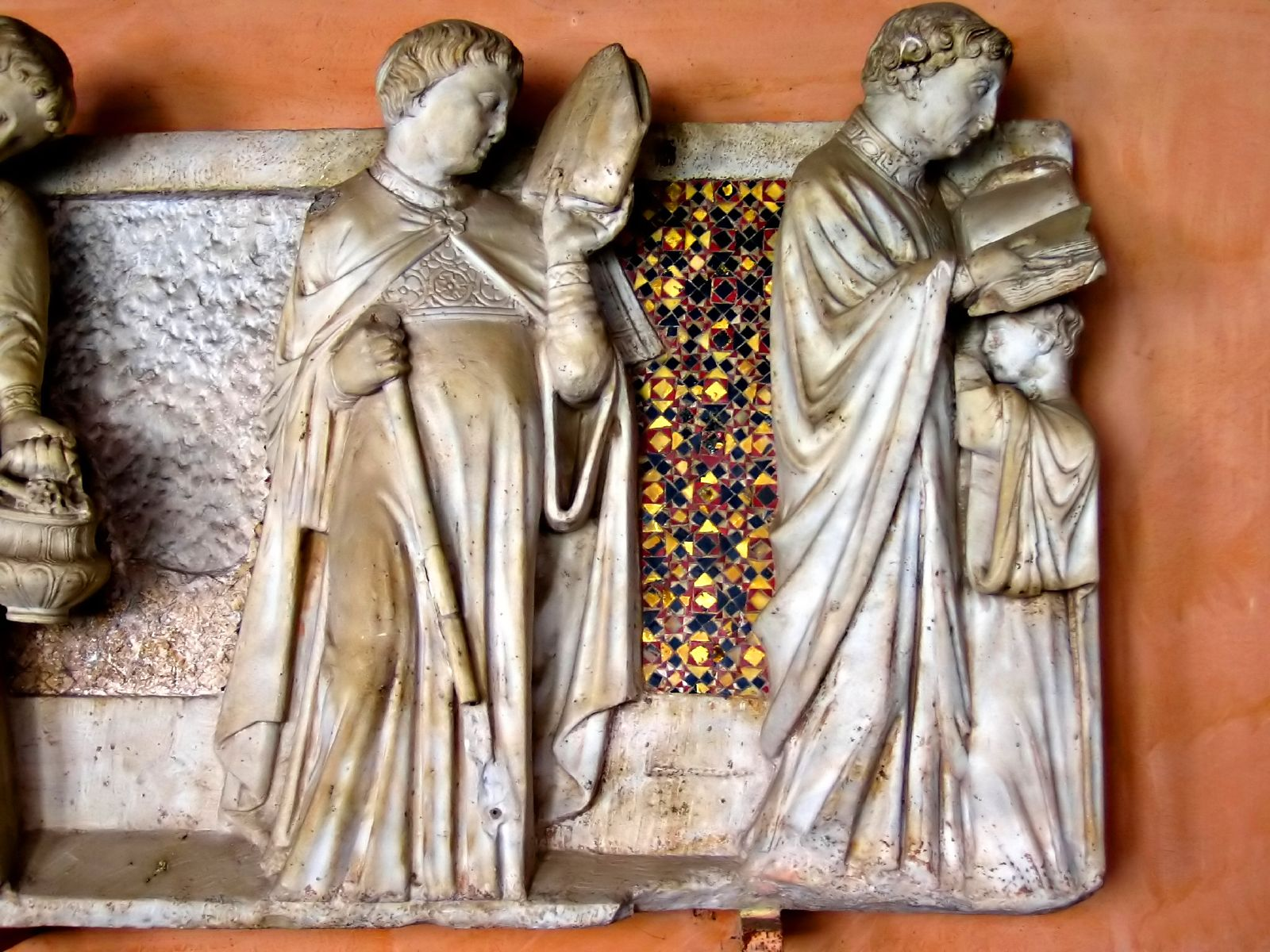
Arnolfo di Cambio, Monumento Annibaldi della Molara, Roma, San Giovanni in Laterano

Negli Annibaldi della Molara, nel XV e XVI sec. sono confluite, altresì, le antiche famiglie feudali degli Arcioni, costruttori a Roma della Torre della Milizie e degli Stefaneschi. Nel 1742, al momento del matrimonio di Laudomia Annibaldi della Molara con il M.se Giuseppe Emidio Caucci, la famiglia è transfusa nei Caucci Molara che hanno proseguito i diritti di primogenitura e giuspatronato degli A. della Molara. Altri rami derivati degli Annibaldi, successivamente estinti, furono quelli di Monte Compatri, Castel Zancato e del Colosseo.
Gli Annibaldi della Molara, anche semplicemente con il cognome Molara furono, dopo gli Orsini, la famiglia maggiormente rappresentata, nel corso dei secoli, nel Senato Romano cosiddetto Moderno (sec XI-XIX). I membri della famiglia, a partire da Annibale degli Annibaldi, Senatore del Popolo Romano nel 1048, ricoprirono per 48 volte la carica di Senatore, 104 quella di Caporione e Priore dei Caporioni (delle quali 81 semplicemente quali Molara) ed in 43 occasioni rivestirono la carica di Conservatore (28 come Molara), anche se il ruolo di preminenza rivestito nel XIII sec., venne riproposto solo episodicamente.
Il più significativo esponente della famiglia fu Riccardo (1210-1276), creato cardinale diacono con titolo di Sant'Angelo in Pescheria nel 1237 da papa Gregorio IX. Fu lui a dare grande prestigio al feudo della Molara, presso Grottaferrata, che divenne il principale della famiglia, dando anche nome al ramo principale di essa.
Riccardo fu il primo Protettore dell'Ordine agostiniano, considerato per questo un vero cofondatore dell'Ordine, e fu anche, per quasi un trentennio, uno degli uomini più potenti della Chiesa e della città di Roma. Fu per anni amico e protettore di Carlo I d'Angiò ospitato al Castello della Molara al momento della partenza per la campagna che lo porterà successivamente all'incoronazione quale Re di Sicilia, incoronazione officiata, tra gli altri, proprio da parte di Riccardo. Altro esponente di rilievo fu il cardinale Annibaldo Annibaldi (1220-1272), amico di Alberto Magno, al quale Tommaso d'Aquino dedicò parte della sua "Catena Aurea".
Il cardinale Pietro Annibaldi (morto nel 1414), figlio dell'ultima Stefaneschi, assunse il nome e lo stemma degli Stefaneschi, ed è sepolto nella basilica di Santa Maria in Trastevere, a Roma.